# Rudolf Wilkendorf
Rudolf Wilkendorf (* 5. Mai 1897 in Zerbst; † 29. Januar 1985 in Frankfurt am Main) war ein deutscher Jurist, der von 1933 bis 1945 als Oberkirchenrat und ab 1944 als Präsident der Evangelischen Landeskirche Anhalts tätig war.

## Leben und Wirken
Nach der Reifeprüfung studierte er Rechtswissenschaft. Ab 1925 war er als Richter und ab 1926 als Rechtsanwalt in Dessau tätig. 1931 trat er der NSDAP und der SA bei. 1932 wurde er auch Notar. 1933 erfolgte seine Ernennung zum Oberkirchenrat, 1939 zum Justizrat und 1944 zum Präsidenten der Evangelischen Landeskirche Anhalts. Außerdem wurde er Vorsitzender der Dessauer Anwaltskammer und für die NSDAP Ratsherr in der Stadt Dessau.
Am 17. Dezember 1941 unterzeichnete er als Vertreter des Evangelischen Landeskirche Anhalts zusammen mit Paul Kipper als Vertreter der Evangelischen Landeskirche Nassau-Hessen die Bekanntmachung über die kirchliche Stellung evangelischer Juden. Demnach hielt er die Schuld der Juden am Zweiten Weltkrieg für erwiesen und forderte gemeinsam mit anderen Kirchenvertretern den Ausschluss getaufter „Nichtarier“ aus der Kirche. Dies hatte den Ausschluss von Christen jüdischer Herkunft aus der Landeskirche zur Folge, womit das Sakrament der Taufe auch in Anhalt partiell außer Kraft gesetzt war.
Nach Kriegsende 1945 wurde er inhaftiert. Nach seiner Entlassung 1947 war er wieder als Rechtsanwalt tätig.